# Dernière Volonté
Dernière Volonté (fr. testament) – francuski zespół wykonujący muzykę z gatunku military pop, martial industrial i neofolk. Jego założycielem i jedynym członkiem jest Geoffroy D. Z początku tworzył utwory z zakresu dark ambient i martial industrial, na późniejszych płytach dominują utwory z gatunku military pop.

## Dyskografia
Albumy studyjne
- Obeir et Mourir (1998)
- Le Feu Sacré (2000)
- Les Blessures de l'Ombre (2003)
- Devant le Miroir (2006)
- Immortel (2010)
- Mon Meilleur Ennemi (2012)
- Prie Pour Moi (2016)
- Frontière (2019)

Kompilacje
- Commémoration (2004)
- Ne Te Retourne Pas (2012)

Single oraz EP-ki
- En Avant! (1999)
- Commandements (2000)
- Où Tu Iras (2001)
- Mon Mercenaire! / El Continent! (oraz Novy Svet, 2002)
- Untitled (oraz Der Blutharsch, 2006)
- Le Cheval de Troie (2007)
- Toujours (2007)
- La Nuit Revient (2008)